# Сгонка веса
Сгонка веса — кратковременная потеря веса, обычно в спорте с целью выступления в более лёгкой весовой категории, типично через уменьшение количества жидкости в организме. Кроме спортивных единоборств и тяжёлой атлетики, сгонка веса применяется в таких видах спорта как легковесная гребля и скачки. Спортсмены в «эстетических» дисциплинах (фигурное катание, гимнастика) также прибегают к экстремальным средствам для потери веса, но исследователи обычно не объединяют таких атлетов с представителями видов спорта с весовыми категориями. Слишком большая сгонка веса может ухудшить результат спортсмена, нанести вред здоровью и даже привести к смерти (типично через тепловой удар из-за ухудшенной терморегуляции).

## Методы
Сгонка обычно сводится к обезвоживанию организма:
- спортсмен практически не употребляет жидкостей;
- избыточное потоотделение стимулируется с помощью сауны и длительного упражнения в тёплой одежде;
- употребление мочегонных и слабительных препаратов способствует дополнительному выведению жидкостей.

Во многих видах спорта целевого веса достаточно достичь лишь к моменту взвешивания, после чего делается попытка за несколько часов восстановить состояние организма с помощью парентерального введения жидкости (ванн) и перорального приёма потерянных неорганических веществ и углеводов.

## Сгонка и здоровье
Брауманн и Урхаузен в качестве безопасного уровня сгонки указывают 3 % веса спортсмена, отмечая, что практика в целом должна быть запрещена для детей и юношей. На практике спортсмены обычно сгоняют 3-6 % веса, в отдельных случаях доходя до 13 %.
Сгонка веса приводит к зачастую неблагоприятным изменениям в организме спортсмена. Сокращение объёма плазмы крови вызывает:
1. понижение кровяного давления с одновременным ускорением пульса;
2. сокращение ударного объёма сердца[англ.];
3. выделение катехоламинов;
4. уменьшение почечного кровотока с риском почечной недостаточности;
5. ухудшение кровоснабжения мышц с их ослаблением;
6. ухудшение теплорегуляции с шансом теплового удара, который является одной из основных причин внезапных смертей среди спортсменов.

При применении (запрещённых как допинг) мочегонных препаратов прибавляется риск нарушения электролитного баланса со спазмами мышц.
У несовершеннолетних спортсменов сгонка веса (как и другие методы похудания) могут привести к задержке развития и позднему наступлению половой зрелости.
Некоторые виды спорта (тхэквондо, вольная борьба) используют небольшое количество сильно разнесённых весовых категорий и проводят взвешивание лишь один раз в ходе турнира; в таком случае есть риск, что жизнь спортсмена окажется сконцентрирована на сгонке веса, приводя к расстройствам приёма пищи. Частота таких расстройств в видах спорта с весомыми категориями у женщин-атлетов доходит до 35 % (18 % у мужчин). В качестве средств борьбы со сгонкой предлагается проводить взвешивание непосредственно перед соревнованием и запретить парентеральное добавление жидкости после взвешивания.
Борген и Гарте предлагают также дополнительные меры по сохранению здоровья спортсменов:
1. ежедневные взвешивания на турнирах затруднят экстремальную сгонку веса;
2. национальные и международные федерации должны иметь единую, и более густую, сетку весовых категорий;
3. незначительные турниры должны разрешать превышение веса на 1-2 кг, чтобы спортсмены могли заниматься сгонкой реже;
4. тщательная калибровка весов на турнире позволит избежать добавочной сгонки, делаемой на случай ошибки измерения;
5. турниры должны проверять участников на отсутствие обезвоживания и минимальный уровень жира.

## Эффективность
Спортсмены в видах спорта с весовыми категориями часто соревнуются в категориях ниже их естественного веса и потому считают сгонку веса естественной частью спорта, не подвергая сомнениям используемые методы. Сгонкой веса занимаются до 94% атлетов в дисциплинах с весовыми категориями.
Исследования подтверждают эффективность умеренной (2-3 кг) сгонки веса в тех видах спорта, где правила разрешают восстановление после взвешивания. Однако, значительная потеря веса (5-6 %) приводит к сокращению выносливости, которое не восстанавливается около суток.

## В борьбе
Для того чтобы попасть в ту или иную категорию. 92 % борцов используют процедуры снижения веса, постоянно сбрасывают вес 56 %, временами — 36 % борцов. Достоверно установлено, что большинство борцов, снижающих вес, занимают более высокие места, чем не снижающие вес. Определены и пределы сгонки веса без потери в физической силе: они составляют от 3 130 граммов для борцов 34-38 килограммов до 9 890 граммов для борцов весом в 105 килограммов
Общих методов сгонки веса не существует. В общем виде рекомендуется поддерживать вес на нижней границе своего тренировочного уровня, а в день накануне взвешивания соблюдать особую диету с минимумом воды, провести достаточное время в сауне, утром перед взвешиванием осуществить дефекацию, возможно даже с применением слабительных. Непосредственно перед взвешиванием борцам иногда приходится бегать по залу в тёплой одежде, закутанными в водонепроницаемые материалы и даже состригать волосы на голове и теле. После взвешивания восстановление сил может производиться погружением в ванну с раствором соли.
Примером быстрого снижения веса служит шведский борец Ивар Юханссон, который на олимпийских играх 1932 года заявился для участия в соревнованиях как по вольной, так и по греко-римской борьбе, но в разных категориях: в вольной борьбе выступал в категории до 79 килограммов (средний вес), а в греко-римской до 72 килограммов (полусредний вес). Победив на соревнованиях по вольной борьбе, борец, не заходя на пьедестал почёта, отправился в сауну, за вечер и ночь сбросил около пяти килограммов и на следующий день стал чемпионом по греко-римской борьбе.